# حمله به تالار کروکوس سیتی
حمله به تالار کروکوس سیتی، یک حملهٔ تروریستی بود که توسط افراد مسلح عضو شاخهٔ خراسان داعش، در شامگاه جمعه ۲۲ مارس ۲۰۲۴ اتفاق افتاد. تالار کروکوس سیتی در کراسنوگورسک، در حومه مسکو است.

## پیش‌زمینه
تالار کروکوس سیتی، بخشی از یک قسمت بزرگتر متشکل از مراکز خرید، رستوران‌ها و سایر جاذبه‌ها به نام مرکز خرید کروکوس سیتی است که در سال ۲۰۰۹ به‌عنوان محلی برای برگزاری کنسرت‌ها با ظرفیت ۶۰۰۰ نفر ساخته شد.
در ۷ مارس ۲۰۲۴، سرویس امنیت فدرال روسیه اعلام کرد که یک هسته تروریستی مرتبط با گروه داعش را در مسکو که قصد حمله به کنیسه‌ای در این شهر را داشت، خنثی کرده است.
دو هفته قبل از این حمله نیز، سفارت بریتانیا و ایالات متحده در مسکو، دربارهٔ برنامه‌های افراط‌گرایان برای هدف قرار دادن تجمعات بزرگ در مسکو هشدار دادند اما ولادیمیر پوتین، رئیس‌جمهور روسیه، این هشدارها را یک «باج‌خواهی آشکار» نامید و به آن اعتنا نکرد.
قبل از وقوع حمله، سرویس امنیت ملی، هفت نفر را به ظن عضویت در سپاه داوطلب روسیه (گروهی متشکل از افراد تبعه روس که مقر آنها در اوکراین است و مخالف پوتین به‌دلیل حمله نظامی به اوکراین هستند) دستگیر کرد. به‌نقل از خبرگزاری‌های روس، از این افراد چاقو، قمه، یک تبر تاکتیکال، یک اسلحه آئروسل و اسپری فلفل کشف و ضبط شده است.

## حمله
در ۲۲ مارس ۲۰۲۴، یک گروه موسیقی «پیک‌نیک» قرار بود در تالار کروکوس کنسرتی اجرا کنند. پیش از آغاز اجرا و حدود ساعت ۲۰، چهار مرد مسلح نقاب‌دار با استفاده از تفنگ‌های خودکار به‌سوی جمعیت شلیک کردند. همچنین گزارش شد که مهاجمان با استفاده از بمب‌های بنزینی، سالن را به آتش کشیدند. ساعت ۲۱:۳۲ به وقت محلی، یک انفجار گزارش شد و نیم‌ساعت بعد، بر اثر شدت آتش‌سوزی، ریزش جزئی سقف تالار گزارش شد. بر اساس برخی گزارش‌ها، برخی از مردان مسلح در داخل ساختمان، سنگر گرفتند. همچنین فیلمی که توسط بی‌بی‌سی نیز تأیید شده است، نشان‌دهنده «تیراندازی کور» این افراد به‌سوی مردم است.
۱۳۳ نفر در این حمله کشته و بیش از ۱۴۰ نفر زخمی شدند. بر اثر این اتفاق، مراکز خرید و سایر فضاهای عمومی شهر کاملاً تخلیه شدند.
گارد ملی روسیه برای جستجوی مهاجمان اعزام شد. تخلیه بازماندگان نیز با هلیکوپترهای پزشکی انجام شد و بنا به گزارش‌ها، ۷۰ آمبولانس نیز به سوی محل حادثه فرستاده شد.
گروه موسیقی «پیک‌نیک» بعداً در اینستاگرام خود اعلام کردند که سالم و در امنیت هستند ولی اعلام کردند که نمی‌توانند با یکی از اعضای گروه تماس بگیرند.

## عاملان
داعش، ساعاتی پس از این حمله در کانال تلگرامی خود مسئولیت آن را بر عهده گرفت.

### اسامی تروریست‌ها
- دلیرجان براتوویچ میرزایف
- سیداکرم مرادعلی رجبعلی زاده
- شمس الدین فریدونی
- محمدصابر فیض‌اف[۱۸]

## تلفات
| تابعیت    | تعداد تلفات |
| --------- | ----------- |
| روسیه     | ۱۰۰+        |
| بلاروس    | ۳           |
| قرقیزستان | ۲           |
| ارمنستان  | ۱           |
| آذربایجان | ۱           |
| مولداوی   | ۱           |
| مجموع     | ۱۴۳         |

این حمله حداقل ۱۴۳ کشته بر جای گذاشت و تعدادی نیز بر اثر جراحات جان باختند و ۳۶۰ زخمی دیگر که حال برخی از آنها وخیم است. علاوه بر جراحات گلوله، برخی از مرگ و میرها ناشی از استنشاق دود بوده است.

## واکنش‌ها

### داخلی
سرگئی سوبیانین، شهردار مسکو، این حمله را یک «تراژدی بزرگ» خواند و همه رویدادهای آخر هفته در این شهر را لغو و تدابیر امنیتی در این شهر را تشدید کرد.
در سن پترزبورگ، مراکز خرید بسته شد و استان لنینگراد در حالت آماده باش قرار گرفت.
ماریا زاخارووا، سخنگوی وزارت امور خارجه روسیه از جامعه جهانی خواست تا این «جنایت وحشتناک» را محکوم کنند.
در همین حال، رمضان قدیروف، رهبر چچن با صدور بیانیه‌ای در مورد این حملات گفت: «اینگونه اعمال خشونت‌آمیز، وحشیانه و بی‌احتیاطی علیه غیرنظامیان را به شدت محکوم می‌کنم.»
یولیا ناوالنایا، بیوه آلکسی ناوالنی، منتقد سرسخت ولادیمیر پوتین نیز این اتفاق را محکوم کرد و به خانواده قربانیان تسلیت و برای مجروحان، آرزوی بهبودی کرد.

### خارجی
ناصر کنعانی، سخنگوی وزارت امور خارجه ایران، با تروریستی و وحشیانه خواندن این حمله، این اتفاق را شدیداً محکوم کرد و با تسلیت به دولت و مردم روسیه، با آنان ابراز همدردی کرد. همچنین، کاظم جلالی، سفیر ایران در مسکو نیز با محکوم کردن این‌گونه اقدامات، برای جانباختگان، آرامش و برای بازماندگان، صبر آرزو کرد. ساعتی پس از سخنان این دو، حسین امیرعبداللهیان، وزیر امور خارجه با محکوم کردن این اتفاق و ابراز همدردی با خانواده‌های جان‌باختگان، بر ضرورت «مبارزه مشترک و مؤثر با تروریسم» تأکید کرد.
 جان کربی، سخنگوی امنیت ملی کاخ سفید ضمن ابراز تأسف بابت این «تیراندازی وحشتناک» به خبرنگاران گفت: «در حال حاضر هیچ نشانه‌ای وجود ندارد که اوکراین یا اوکراینی‌ها در این تیراندازی دست داشته باشند… ما در حال بررسی موضوع هستیم.»
او در پاسخ به اینکه آیا این اتفاق نشانه‌ای از شکاف در رژیم ولادیمیر پوتین است، گفت: «در مسکو و روسیه افرادی هستند که به نحوه اداره کشور توسط آقای پوتین اعتراض دارند، اما فکر نمی‌کنم الان بتوان بین این حمله و انگیزه‌های سیاسی ارتباطی برقرار کرد. فکر می‌کنم به زمان بیشتری نیاز داریم و باید اطلاعات بیشتری به دست آوریم.»
 سفارت بریتانیا در مسکو این حمله‌ها را محکوم کرد و تسلیت خود را به خانواده و بستگان قربانیان اعلام داشت.
 میخایلو پودولیاک، مشاور ولودیمیر زلنسکی، رئیس‌جمهوری اوکراین دست داشتن در این حملات را رد کرد و گفت: «اوکراین قطعاً هیچ ارتباطی با تیراندازی و انفجار در تالار کروکوس ندارد.»
وی افزود: «اوکراین بیش از دو سال است که با ارتش روسیه می‌جنگد و همه چیز در این جنگ تنها در میدان نبرد تعیین می‌شود، تنها با کمیت سلاح و تصمیمات کیفی نظامی. حملات تروریستی هیچ مشکلی را حل نمی‌کند.»
او تأکید کرد که اوکراین هرگز به استفاده از روش‌های تروریستی متوسل نشده است؛ برخلاف روسیه که در جنگ کنونی علیه اوکراین از حملات تروریستی استفاده می‌کند. یکی از نمایندگان سازمان اطلاعات دفاعی اوکراین اظهار داشت که این حمله «تحریک آگاهانه سرویس‌های ویژه پوتین» برای توجیه حملات «سخت‌تر» به اوکراین و بسیج کامل در روسیه بود.
 اسپن بارت ایدی، وزیر امور خارجه نروژ به شبکه ۲ این کشور گفت که «تصاویر دراماتیکی از مسکو وجود دارد. هر جان انسان بیگناهی که گرفته شده یک تراژدی است.»